# Саймон Реттл
Сер Саймон Деніс Реттл (англ. Simon Denis Rattle; нар. 19 січня 1955, Ліверпуль) — англійський диригент.

## Біографія
Навчався фортепіано, скрипці, виступав як перкусіоніст. Закінчив Королівську академію музики в Лондоні.
В 1974—1976 рр. — другий диригент Борнмутського симфонічного оркестру, в 1980—1998 рр. — головний диригент, а пізніше музичний керівник Бірмінгемського симфонічного оркестру. З 1992 р. працює також з лондонським оркестром «Століття Просвітництва».
З 2002 по 2018 р.— був головним диригентом Берлінського філармонічного оркестру. Виступав з найбільшими оркестрами США.
Із вересня 2017 року є директором Лондонського симфонічного оркестру.

## Книги
- Kleinert, Annemarie (2009). Music at its Best: The Berlin Philharmonic. From Karajan to Rattle. Norderstedt: BoD. ISBN 978-3-8370-6361-5.
- Kenyon, Nicholas (1987) Simon Rattle: The Making of a Conductor. Faber and Faber. ISBN 0-571-14670-8.